# Flora Perkins
Flora Perkins (* 16. September 2003) ist eine britische Straßen- und Bahnradsportlerin.

## Sportlicher Werdegang
Seit 2016 ist Flora Perkins im Radsport aktiv; seitdem ist sie Mitglied im VC Londres, der auf der Radrennbahn Herne Hill beheimatet ist. 2018 startete sie erstmals bei nationalen Meisterschaften auf der Bahn. 2021 gewann sie die Watersley Ladies Challenge in der Juniorinnen-Kategorie und wurde Zwölfte im Straßenrennen der Juniorinnen bei den Straßen-Weltmeisterschaften. Bei der britischen Straßenmeisterschaft belegte sie Platz 16 im Straßenrennen und bei den Junioren-Bahneuropameisterschaften Platz vier im Scratch. Im Einzelzeitfahren der U23 der britischen Meisterschaft wurde sie 2023 Dritte sowie Vierte beim Women’s Cycling Grand Prix Stuttgart & Region. Bei den U23-Europameisterschaften auf der Bahn errang sie Silber im Scratch.
2024 sorgte Perkins für größere Aufmerksamkeit, als sie bei Liège–Bastogne–Liège Femmes bis kurz vor dem Ziel zu einer Ausreißerinnengruppe aus acht Fahrerinnen gehörte, bis sie schließlich vom Peloton eingeholt und bis Platz 54 durchgereicht wurde.

## Erfolge

### Bahn
2023
- U23-Europameisterschaft – Scratch

### Straße
2021
- Gesamt- und Bergwertung Watersley Ladies Challenge (Juniorinnen)